# Geta (Åland)
Geta is een gemeente van de autonome Finse eilandengroep Åland, gelegen in de Oostzee. De naam is mogelijk afgeleid van het Oudnoordse 'gäta' dat 'in de gaten houden' betekent. Waarschijnlijk omdat veehouders er vanuit hoge rotspunten het vee in de gaten konden houden.

## Algemeen
De gemeente ligt aan de noordelijke rand van het hoofdeiland van Åland. De gemeente wordt begrensd door Saltvik (oost), Finström (zuid) en Hammarland (zuidwest); in het noorden strekt zich de Botnische Golf uit. Er wordt op verschillende gebieden intensief samengewerkt met andere gemeenten in Noord-Åland en er wordt gesproken over een fusie met Finström.
De gemeente heeft een totale oppervlakte van 606 km², waarvan 84,55 km² land. Tot de gemeente behoort een aantal eilanden waarvan de grootste (Isaksö en Dånö) bewoond zijn en door dammen en bruggen met het hoofdeiland zijn verbonden. Het zuidelijker gelegen eiland Skråbjörkö, dat een paar inwoners telt, wordt ook tot Geta gerekend, hoewel het geheel omringd wordt door eilanden die bij Hammarland horen. Behalve de grotere eilanden liggen voor de kust talloze scheren.
Binnen de gemeente liggen de volgende gehuchten: Andersö, Bolstaholm, Dånö, Finnö, Gräggnäs, Höckböle, Isaksö, Labbnäs, Möckelgräs, Olofsnäs (Olsnäs), Pantsarnäs, Skinnarböle, Snäckö, Västergeta, Östergeta.
In de gemeente ligt ook de op drie na hoogste heuvel van Åland (Getabergen).

## Geschiedenis
Het noordelijke deel van Åland was het eerste deel dat uit de zee omhoog rees door de postglaciale opheffing. Daarom is deze regio ook het deel dat de oudste tekenen van bewoning toont, in de vorm van sporen van woningen en graven uit de steentijd. Waarschijnlijk betrof dat tijdelijke bewoning door pelsjagers. Het oudste bewijs van vaste bewoning dateert uit 1325.
Een aantal vroegere eilanden, die ook nog steeds 'eiland' ('-ö') heten, zijn door de stijging van het land inmiddels aan het vasteland vast komen te liggen: Snäckö en Finnö.

## Bevolking, voorzieningen

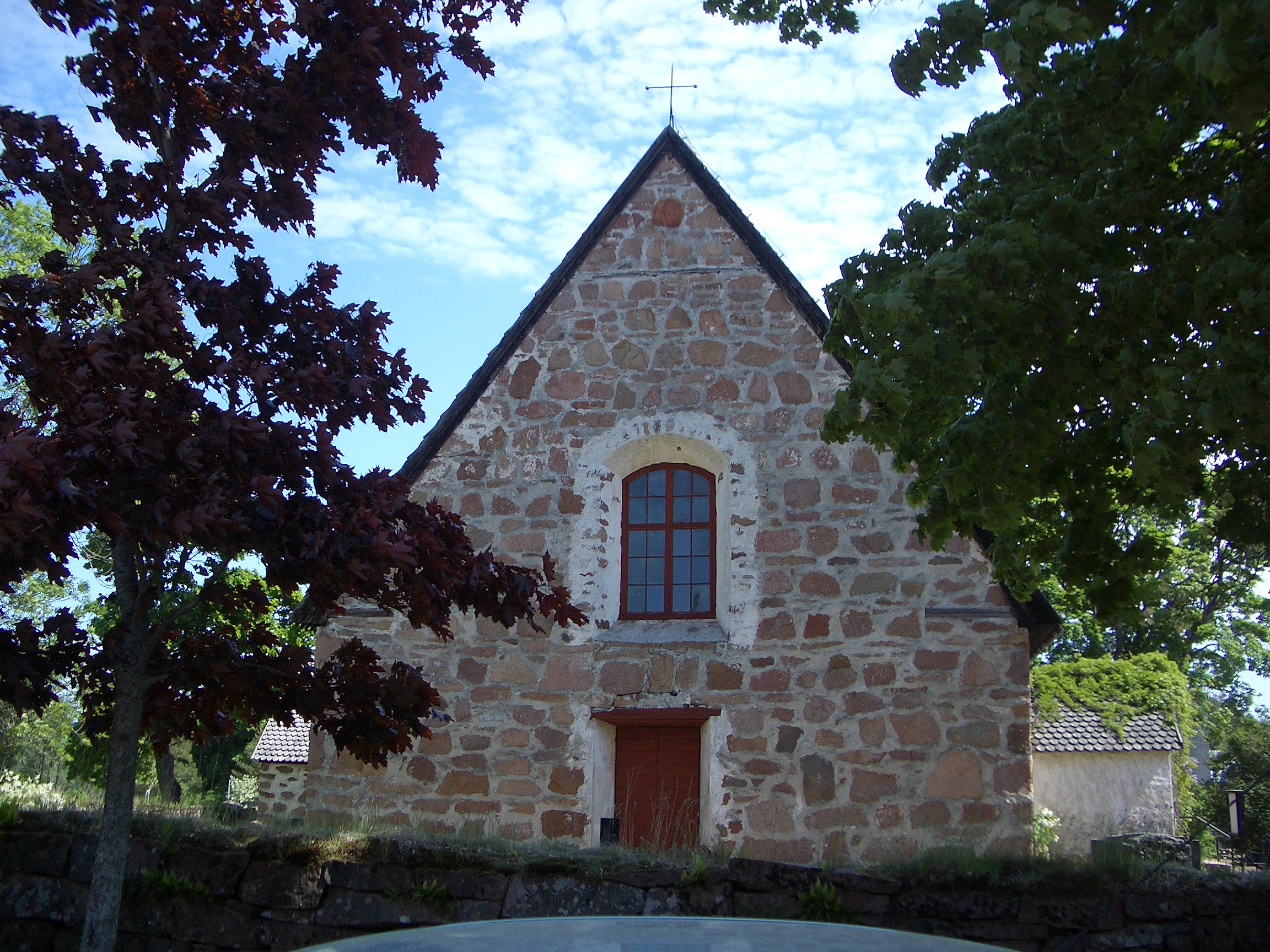
Het kerkje van Geta

Het aantal inwoners bedraagt 507 (2022) en neemt langzaam toe. De officiële voertaal is - zoals op heel Åland - Zweeds.
De hoofdplaats van deze gemeente is Västergeta. Daar bevinden zich ook de meeste voorzieningen, zoals een bibliotheek, culturele voorzieningen, de brandweer en reddingsbrigade, scholen, een bejaardenhuisje etc. Er is een winkel die tegelijk dient als postkantoor, benzinepomp en toeristeninformatie. Er zijn hotels, cafés en bungalowparken. De kerk dateert uit 1460.
Voor de overige voorzieningen maakt men gebruik van Godby (Finström) en de hoofdstad Mariehamn.

## Economie
Traditioneel is de landbouw, en in iets mindere mate de bosbouw de belangrijkste inkomstenbron van Geta.
Veel inwoners forensen naar Mariehamn (35-40 km).

## Bezienswaardigheden

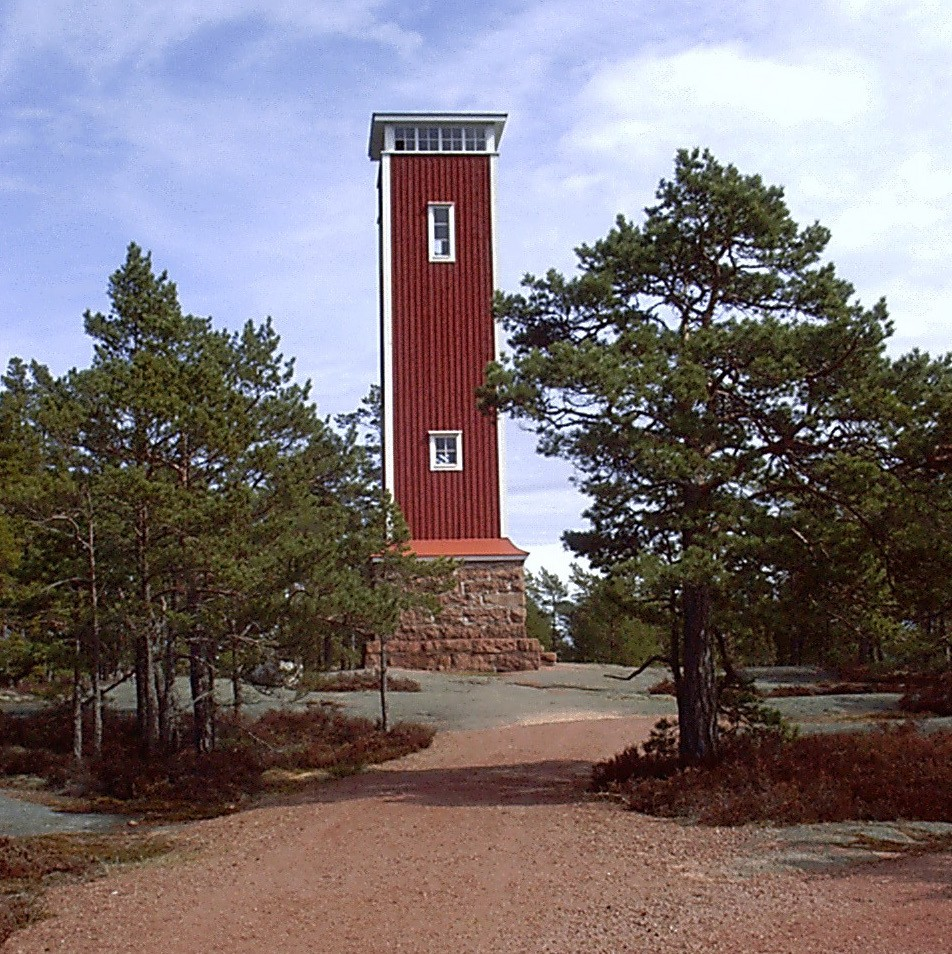
De uitkijktoren op Getabergen

Het noordelijke deel van Geta is woest en ruig. Er zijn mooie rotsformaties aan de kust, die populair zijn bij wandelaars en bergbeklimmers. Ook zijn er moerassen, meren en beken. Geta heeft een lange traditie op het gebied van natuurtoerisme: al in 1931 werd de eerste toeristenhut gebouwd. De hoogste top van de gemeente, Getabergen, heeft een uitkijktoren en een bezoekerscentrum.
Langs de kust zijn verschillende haventjes waarin traditionele boten, de Getasnipan, worden gebouwd.